# Barbara Namysł
Barbara Namysł (ur. 1944) – polska architekt i urbanistka.

## Życiorys
W 1968 ukończyła studia na Wydziale Architektury Politechniki Gdańskiej, a potem studiom podyplomowe z zakresu mieszkalnictwa na Politechnice Warszawskiej. Od 1968 do 1971 zatrudniona była w poznańskim Biurze Studiów i Projektów Łączności, a potem, do 1973, w Pracowni Konserwacji Zabytków tamże. Od 1973 do 1993 pracowała w Inwestprojekcie w Poznaniu. Od 1993 do 2009 prowadziła wraz z mężem, Piotrem, biuro projektowe Namysł – Namysł.

## Projekty
Była autorką projektów:
- osiedli Stare Żegrze (d. ZWM) i Polan (d. ZMS) w Poznaniu,
- szkoły podstawowej na os. Stare Żegrze,
- Liceum Ogólnokształcącego w Opalenicy (wspólnie z J. Jaeger),
- gimnazjów w Kostrzynie Wielkopolskim i Murowanej Goślinie,
- kościoła św. Mateusza Apostoła i Ewangelisty w Poznaniu (os. Orła Białego),
- Doliny Pojednania w Gnieźnie,
- osiedla Helenki w Śremie[1].

## Nagrody
Wraz z mężem otrzymała honorową nagrodę poznańskiego oddziału SARP w 2008.